# Ron Flowers

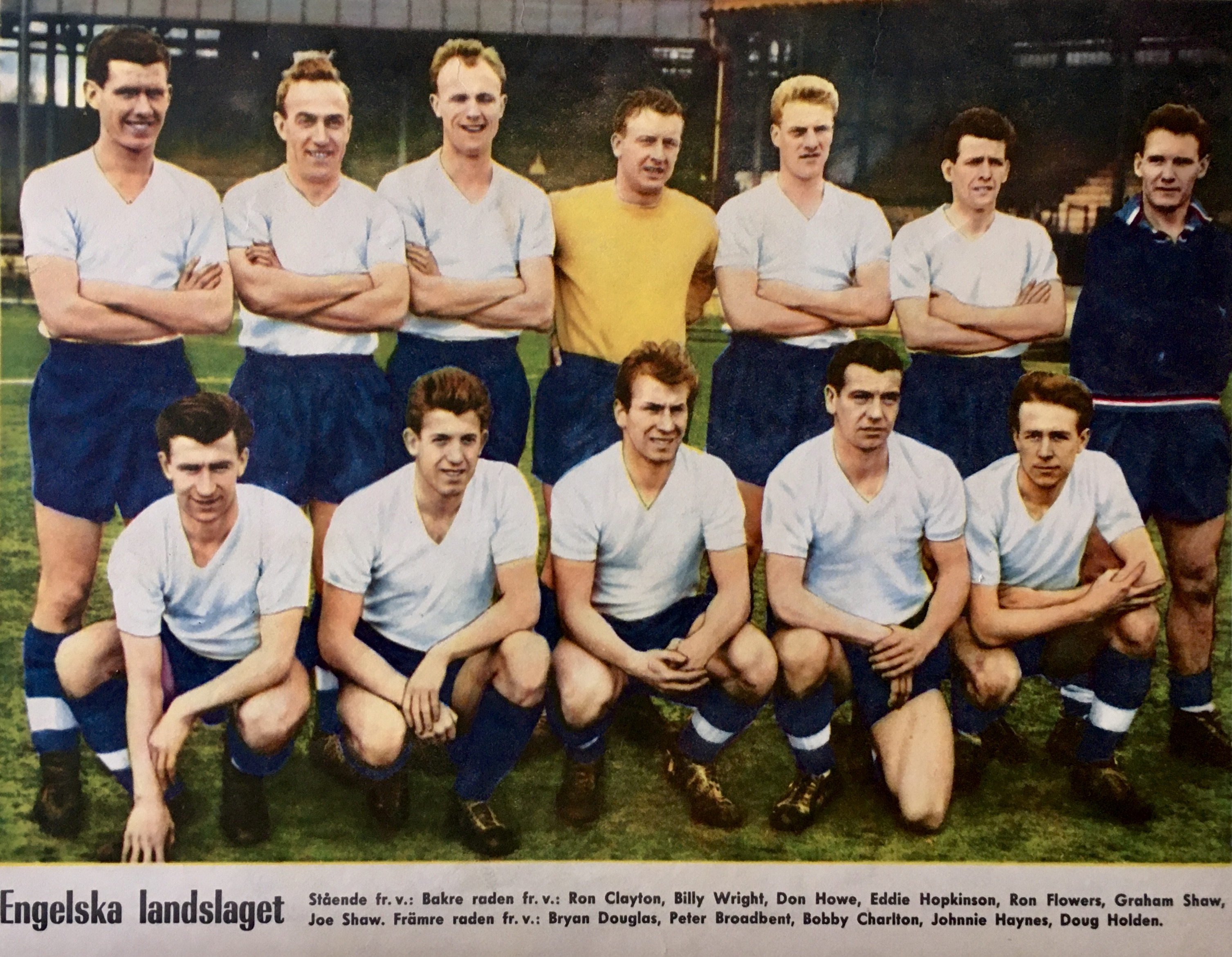
Englands vinnande lag mot Skottland på Empire Stadium, London den 11 april 1959. Från vänster, stående: Ronnie Clayton, Billy Wright (kapten), Don Howe, Eddie Hopkinson, Ron Flowers, Graham Shaw, Joe Shaw; främre raden: Bryan Douglas, Peter Broadbent, Bobby Charlton, Johnny Haynes och Doug Holden.

Ronald "Ron" Flowers, född 28 juli 1934 i Edlington, Doncaster, South Yorkshire, död 12 november 2021, var en engelsk fotbollsspelare och tränare.

## Klubbkarriär
Ron Flowers gjorde debut för Wolverhampton Wanderers 20 september 1952 i en match mot Blackpool, en match som han även gjorde sitt första mål i. Under 15 års tid i Wolves så vann Flowers ligan tre gånger och FA-cupen en gång. Totalt under sin tid i klubben spelade han 515 matcher och gjorde 37 mål.
I september 1967 lämnade Flowers Wolverhampton och flyttade till Northampton Town, där han efter en säsong blev spelande tränare. Han avslutade sin karriär som spelande tränare i amatörlaget Wellingotn Town, innan han flyttade tillbaka till Wolverhampton för att öppna i sportaffär.

## Internationell karriär
Ron Flowers debuterade för England i en vänskapsmatch mot Frankrike 15 maj 1955. Han blev uttagen till VM 1962, där han gjorde två mål (båda på straff) i gruppspelet. Flowers var även med i VM 1966, men utan att få speltid. Efter att England hade vunnit finalen mot Västtyskland, så var det bara de 11 spelarna som avslutade matchen, som fick medalj och det dröjde ända tills 10 juni 2009 innan resten av laget fick sina guldmedaljer vid en ceremoni på 10 Downing Street i London.

## Meriter

### Klubblag
Wolverhampton Wanderers
- Division 1: 1954, 1958, 1959
- FA-cupen: 1960
- FA Charity Shield: 1959

### Landslag
England
- VM-guld: 1966